# Almuradiel
Almuradiel település Spanyolországban, Ciudad Real tartományban. Almuradiel Viso del Marqués községgel határos. Lakosainak száma 752 fő (2024).

## Népesség
A település népessége az elmúlt években az alábbi módon változott:
| Lakosok száma | 959  | 991  | 993  | 914  | 900  | 859  | 830  | 772  | 750  | 752  |
|               | 2001 | 2004 | 2006 | 2009 | 2011 | 2014 | 2016 | 2019 | 2021 | 2024 |